# Tarcza sercowa

tarcza sercowa

Tarcza sercowa – w heraldyce określenie małej tarczy herbowej umieszczonej w środku większej tarczy, najczęściej w herbach złożonych. 
Zazwyczaj jest na niej umieszczany herb rodowy właściciela herbu złożonego, w pozostałych polach mogą być np. herby przodków lub herby terytorialne. W ten sposób były umieszczane herby rodowe elekcyjnych królów polskich. 
Niekiedy tarcza sercowa dodawana jest jako specjalne udostojnienie herbu, cesarze niemieccy, austriaccy i rosyjscy często dodawali swego dwugłowego orła w tarczy sercowej przy nadawaniu tytułów arystokratycznych. W tarczy sercowej bywa często umieszczany herb Ulsteru jako oznaka baroneta w Wielkiej Brytanii.

Herb Brzeszcz